# Forrest Tucker
Pour les articles homonymes, voir Tucker, Forrest et Forrest Tucker (criminel).
Forrest Tucker est un acteur américain né le 12 février 1919 à Plainfield, Indiana (États-Unis), mort le 25 octobre 1986 à Woodland Hills (Los Angeles) d'un cancer du poumon.

## Filmographie
- 1940 : Le Cavalier du désert (The Westerner) : Wade Harper
- 1941 : Emergency Landing : Jerry Barton
- 1941 : New Wine : Moritz (dandyish friend)
- 1941 : Honolulu Lu : Barney
- 1942 : Ferme ta grande gueule! (en) (Shut My Big Mouth) de Charles Barton : Red
- 1942 : Canal Zone : Recruit Madigan
- 1942 : Tramp, Tramp, Tramp : Blond bomber
- 1942 : Submarine Raider : Pulaski
- 1942 : Parachute Nurse (en) de Charles Barton : Lt. Tucker
- 1942 : Counter-Espionage : Anton Schugg
- 1942 : Ma sœur est capricieuse : Sandhog
- 1942 : The Spirit of Stanford : Buzz Costello
- 1942 : Boston Blackie Goes Hollywood (en) de Michael Gordon : Whipper
- 1942 : La Flamme sacrée (Keeper of the Flame) : Geoffrey 'Geoff' Midford
- 1946 : Talk About a Lady : Bart Manners
- 1946 : The Man Who Dared de John Sturges : Larry James
- 1946 : Les Indomptés (Renegades) de George Sherman : Frank Dembrow
- 1946 : Dangerous Business (en) de  D. Ross Lederman : Clayton Russell
- 1946 : Ne dites jamais adieu (Never Say Goodbye) de James V. Kern : Cpl. Fenwick 'Wickie' Lonkowski
- 1946 : Jody et le Faon (The Yearling) : Lem Forrester
- 1947 : La Vallée maudite (Gunfighters) de George Waggner : Ben Orcutt
- 1948 : Adventures in Silverado : Zeke Butler
- 1948 : Ton heure a sonné de Ray Enright : Ernie Combs
- 1948 : Deux Gars du Texas (Two Guys from Texas) de David Butler : 'Tex' Bennett
- 1948 : Les Pillards (The Plunderers) de Joseph Kane : Whit Lacey
- 1949 : Le Dernier Bandit (The Last Bandit) de Joseph Kane : Jim Plummer
- 1949 : Le Chat sauvage (The Big Cat) : Gil Hawks
- 1949 : Hellfire (en) de R. G. Springsteen : Marshal Bucky McLean
- 1949 : Brimstone : Sheriff Henry McIntyre
- 1949 : Iwo Jima (Sands of Iwo Jima) d'Allan Dwan : Pfc. Al Thomas
- 1950 : L'Homme du Nevada : Tom Tanner
- 1950 : Mississippi-Express (Rock Island Trail) : Reed Loomis
- 1950 : La Ruée vers la Californie (California Passage), de Joseph Kane : Mike Prescott
- 1951 : Oh! Susanna (it) de Joseph Kane : Lt. Col. Unger
- 1951 : Fighting Coast Guard : Bill Rourk
- 1951 : Le Sentier de l'enfer (Warpath) : Sgt. O'Hara
- 1951 : Crosswinds : 'Jumbo' Johnson
- 1951 : The Wild Blue Yonder : Maj. Tom West
- 1952 : Les Flèches brûlées (Flaming Feather) de Ray Enright : Lt. Tom Blaine
- 1952 : Hoodlum Empire de Joseph Kane : Charley Pignatalli
- 1952 : Maître après le diable (Hurricane Smith) : Dan McGuire
- 1952 : Les clairons sonnent la charge (Bugles in the Afternoon)  de Roy Rowland : Donavan
- 1952 : La Femme aux revolvers (Montana Belle) d'Allan Dwan : Mac
- 1952 : Capturez cet homme ! (en) (Ride the Man Down) : Sam Danfelser
- 1953 :  Les Rebelles de San Antone (en) (San Antone)  : Lt. Brian Culver, CSA
- 1953 : Le Triomphe de Buffalo Bill (Pony Express) : Wild Bill Hickok
- 1953 : Laughing Anne : Jem Farrell
- 1953 : Héros sans gloire (Flight Nurse) : Capt. Bill Eaton
- 1954 : Jubilee Trail (it) de Joseph Kane : John Ives
- 1954 : Trouble in the Glen : Maj. Jim 'Lance' Lansing
- 1955 : Rapt à Hambourg (Break in the Circle) : Capt. Skip Morgan
- 1955 : Les Rôdeurs de l'aube (Rage at Dawn) : Frank Reno
- 1955 : Finger Man : Dutch Becker
- 1955 : Night Freight : Mike Peters
- 1955 : Courage Indien (The Vanishing American) de Joe Kane : Morgan
- 1955 : Paris Follies of 1956 : Dan Bradley
- 1955 : Crunch and Des (série TV) : Crunch Adams (1955)
- 1956 : Stagecoach to Fury : Frank Townsend
- 1957 : The Quiet Gun : Sheriff Carl Brandon
- 1957 : Terre sans pardon (Three Violent People) : Deputy Commissioner Cable
- 1957 : The Abominable Snowman : Dr. Tom Friend
- 1957 : The Deerslayer (en) de Kurt Neumann : Harry March
- 1958 : The Strange World of Planet X : Gil Graham
- 1958 : Fort Massacre : Pvt. McGurney
- 1958 : Girl in the Woods : Steve Cory
- 1958 : The Trollenberg Terror : Alan Brooks
- 1958 : Fusillade à Tucson (en) (Gunsmoke in Tucson) de Thomas Carr : John Brazos
- 1958 : Ma tante (Auntie Mame) de Morton DaCosta : Beauregard Jackson Pickett Burnside
- 1959 : Counterplot : Brock Miller
- 1966 : Don't Worry, We'll Think of a Title : Cameo appearance
- 1967 : A Boy Called Nuthin' (TV) : Turkeyneck
- 1968 : Silent Treatment
- 1968 : Strip-tease chez Minsky (The Night They Raided Minsky's) : Trim Houlihan
- 1969 : Doc (TV) : Dr. Jason Fillmore
- 1969 : The Flim-Flam Man (TV) : Mordecai Jones
- 1970 : Chisum d'Andrew V. McLaglen : Lawrence Murphy
- 1970 : Barquero : Mountain Phil
- 1971 : Alias Smith and Jones (TV) : Deputy Harker Wilkins
- 1971 : Cat Ballou (TV) : Kid Sheleen
- 1971 : Bonanza (série TV)
- 1972 : Welcome Home, Johnny Bristol (TV) : Harry McMartin
- 1965-1972 : Gunsmoke (série TV)
- 1972 : Columbo : Une ville fatale (Blueprint for Murder) (série TV) : Bo Williamson
- 1972 : Bobby Jo and the Good Time Band (TV) : Cousin Jack
- 1972 : Cancel My Reservation, de Paul Bogart : Reese
- 1972 : Footsteps (TV) : Bradford Emmons
- 1973 : Jarrett (en) (TV) : Rev. Vocal Simpson
- 1975 : La Petite Maison dans la prairie (série TV) Épisode 24 ( La Fête au Village ) : Jim Tyler
- 1975 : The Ghost Busters (série TV) : Jake Kong
- 1975 : The Wild McCullochs : J.J. McCulloch
- 1976 : Kojak (série TV)
- 1976 : The Wackiest Wagon Train in the West : Wagonmaster Callahan
- 1976 : Super Jaimie (The Bionic Woman) (série TV)
- 1976 : Once an Eagle (feuilleton TV) : Col. Avery
- 1977 : Final Chapter: Walking Tall : Grandpa Pusser
- 1977 : Incredible Rocky Mountain Race (TV) : Mike Fink
- 1978 : Black Beauty (mini-série) : Mr. York
- 1978 : Le Justicier solitaire (télévision) (A Real American Hero) (TV) : Carl Pusser
- 1979 : The Rebels (TV) : Angus Fletcher
- 1979-1981 : L'Île fantastique (Fantasy Island) (série TV)
- 1980-1983 : La croisière s'amuse (The Love Boat) (série TV)
- 1981 : The Adventures of Huckleberry Finn (TV) : Duke
- 1983 : Blood Feud (TV) : Lyndon B. Johnson
- 1984 : A Rare Breed : Jess Cutler
- 1984 : Arabesque (Murder, She Wrote) (série TV)
- 1986 : Détruisez le Thunder Run (Thunder Run) : Charlie Morrison
- 1987 : Tueur du futur (Timestalkers) (TV) : Texas John Cody